# Festival di Ludwigsburg
Il Festival di Ludwigsburg (in lingua tedesca: Ludwigsburger Schlossfestspiele, anche Internationale Festspiele Baden-Württemberg) è un festival culturale con programmi di musica, danza, teatro e letteratura. Il festival si tiene a Ludwigsburg ogni anno tra maggio e luglio. Fondato nel 1932, il festival è tra i più antichi dei paesi di lingua tedesca. Molti eventi si tengono nel Castello di Ludwigsburg.

## Storia
Wilhelm Krämer fondò il Ludwigsburger Mozartgemeinde nel 1931 e l'anno successivo programmò una serie di concerti nel palazzo. Wolfgang Gönnenwein, che fu il direttore artistico dal 1972 al 2004, sviluppò il festival in un programma di tre mesi con circa 100 eventi. Lo stato del Baden-Württemberg rese il festival un evento di stato con un nuovo nome ufficiale dal 1980. Dal 2005 al 2009 fu diretto da Wulf Konold e dal direttore d'orchestra Michael Hofstetter, che iniziò un ciclo di opere rare, compresa la prima del singspiel del 1807, Liebe und Eifersucht, nel 2008. Thomas Wördehoff è il direttore del festival dal 2009.